# Heilige Geestklooster (Venlo)
Het Heilige Geestklooster was een klooster in het centrum van de Nederlandse stad Venlo. Het lag op de hoek van de Jodenstraat en de Heilige Geeststraat.

## Geschiedenis
Sinds 760 stond er in Venlo een kloosterkerk, gewijd aan de Heilige Geest, waar ook omwonenden de diensten mochten bijwonen. Door de eeuwen heen wisselde de bezetting van het klooster tot de Norbertinessen die als laatste het klooster bewoonden.
In 1795 werd het klooster door de Fransen geconfisqueerd en gesloten.
In 1928 werd het klooster afgebroken, terwijl de kloosterkapel behouden bleef en gebruikt werd als pakhuis.
In de Tweede Wereldoorlog liep het gebouw onherstelbare schade op, waarna ook de kapel werd afgebroken. Vermoedelijk liggen de kelders echter nog enigszins intact onder het maaiveld.